# Solvant alternatif
Un solvant est une substance, liquide à sa température d'utilisation, qui a la propriété de dissoudre, de diluer ou d'extraire d’autres substances sans les modifier chimiquement et sans lui-même se modifier. Les solvants organiques classiques (acétone, NMP, toluène, etc.), bien que très performants, soulèvent aujourd'hui de nombreux problèmes liés à leur toxicité pour l'homme et l'environnement, leur volatilité, ou encore leur origine pétrolière. C'est pourquoi de nouveaux solvants alternatifs sont actuellement étudiés . Le paysage des solvants actuellement utilisés est donc en mutation face à ces nouvelles problématiques.
L'enjeu est d'autant plus important que les solvants sont utilisés dans des secteurs très diversifiés tels que le dégraissage, les peintures, les encres, les détergents, la synthèse organique et donc représentent des quantités considérables en termes de tonnage et de chiffre d'affaires.

## Généralités
Le terme « solvant alternatif » a été préféré au terme « solvant vert » car il n'existe aujourd'hui aucune définition claire sur ce qu'est un solvant vert. L'adjectif « vert » sous-entend une référence aux 12 principes de la chimie verte. En effet,  dans le cas où le solvant rempli un ou plusieurs de ces principes (synthèse avec économie d'atomes, issu de matières premières renouvelables, ...), il pourrait être considéré comme « solvant vert ». D'autres définitions peuvent aussi se référer au terme « solvant vert » : dans le cas où le solvant n'est pas toxique, s'il est biodégradable, s'il est agrosourcé. Il est souvent difficile de définir un solvant comme étant « vert » dans l'absolu ; il s'agit plutôt de considérer un solvant dans une application et un contexte donné (utilisation des analyses de cycle de vie par exemple). Le terme solvant alternatif a ainsi été préféré.
Plusieurs familles de solvants sont d'ores et déjà qualifiées de « solvants verts » : les solvants agrosourcés, les liquides ioniques, les fluides supercritiques, les polymères liquides.

## Solvants agrosourcés
Les solvants agrosourcés proviennent en majeure partie de la biomasse végétale (pomme de terre, betterave, canne à sucre, tournesol, etc.). Par voie thermique, mécanique ou chimique, des macromolécules peuvent être extraites de ces ressources : par exemple l'amidon provenant de la pomme de terre, ou encore les triglycérides provenant des huiles végétales. Ces macromolécules peuvent ensuite être transformées chimiquement, mécaniquement, thermiquement ou biochimiquement, afin de donner accès à des nouvelles molécules, appelées synthons agrosourcés. La quantité de molécules potentiellement accessibles à partir de la biomasse végétale étant extrêmement élevée, l'US department of Energy a mis en avant les synthons agrosourcés qui sont les plus pertinents (glycérol, acide succinique, ...). Ainsi, en modifiant chimiquement ou biochimiquement ces agro-synthons, il est possible d'obtenir des solvants agrosourcés. Le bioéthanol, le diméthylisosorbide, le lactate d'éthyle, l'oléate de méthyle sont des exemples d'agrosolvants.
Ainsi, ces solvants agrosourcés issus d'agro-synthons sont classés parmi les solvants alternatifs du fait de leur origine renouvelable.

## Liquide ionique
Les liquides ioniques sont classés parmi les solvants verts du fait de leur non volatilité. Cependant, de nombreux doutes subsistent sur la toxicité de ces composés. Les liquides ioniques les plus étudiés sont les dérivés imidazolium, mais leur toxicité prouvée incite les académiques à se tourner vers des structures moins toxiques pouvant même parfois être issues de ressources renouvelables. C'est par exemple le cas de l'acétate de choline.

## Solvant eutectique profond
Les solvants eutectiques profonds ou DES sont formés par le mélange entre deux ou plusieurs composés à une proportion exacte qui correspond au point  eutectique. Ils sont beaucoup plus verts que les liquides ioniques car ils peuvent être des mélanges de composés non toxiques comme par exemple le DES chlorure de choline:urée dans la proportion molaire de 1:2 et même des NADES, c'est-à-dire composés de produits naturels comme le NADES acide malique:glucose, 1:1.

## Fluides supercritiques
Les fluides supercritiques sont classés parmi les solvants verts car ils sont inertes. L'exemple le plus utilisé est le CO2 supercritique. L'inconvénient de cet exemple est lié aux risques que présentent les installations industrielles mettant en œuvre des fluides supercritiques (sous pression).

## Polymères liquides
Les polymères liquides sont aussi cités parmi les solvants verts du fait de leur non volatilité et, pour certains, de leur biocompatibilité. Les polyéthylène glycols, notés PEG, font partie de cette famille.